# Medina de Rioseco
Medina de Rioseco é um município da Espanha na província de Valladolid, comunidade autónoma de Castela e Leão. Tem 115,2 km² de área e em 2021 tinha 4 550 habitantes (densidade: 39,5 hab./km²).

## Demografia
| Variação demográfica do município entre 1991 e 2004 [carece de fontes?] | Variação demográfica do município entre 1991 e 2004 [carece de fontes?] | Variação demográfica do município entre 1991 e 2004 [carece de fontes?] | Variação demográfica do município entre 1991 e 2004 [carece de fontes?] |
| ----------------------------------------------------------------------- | ----------------------------------------------------------------------- | ----------------------------------------------------------------------- | ----------------------------------------------------------------------- |
| 1991                                                                    | 1996                                                                    | 2001                                                                    | 2004                                                                    |
| 5022                                                                    | 5015                                                                    | 4962                                                                    | 5037                                                                    |